# Phaenanthoecium koestlinii
Phaenanthoecium koestlinii là một loài thực vật có hoa trong họ Hòa thảo. Loài này được (Hochst. ex A.Rich.) C.E.Hubb. miêu tả khoa học đầu tiên năm 1936.